# Gran Premio de la República 1936
La quinta edición del Gran Premio de la República Éibar-Madrid-Éibar se disputó del 11 de abril al 14 de abril de 1936, con un recorrido de 1021 kilómetros dividido en cuatro etapas con inicio y fin en Éibar.
Tomaron parte 31 ciclistas, entre ellos algunas de las estrellas de los equipos Orbea y BH, dos de las marcas de bicicletas más importantes de Éibar. La primera etapa la ganó Mariano Cañardo, mientras que las tres restantes las venció Julián Berrendero. El ciclista madrileño fue el vencedor final, acompañado en el podio por Luciano Montero y Jesús Dermit. Esta edición fue la última en disputarse.

## Etapas
| Etapa | Recorrido         | Km  | Ganador de la etapa | Líder de la clasificación general |
| 1.ª   | Éibar-Valladolid  | 290 | Mariano Cañardo     | Mariano Cañardo                   |
| 2.ª   | Valladolid-Madrid | 191 | Julián Berrendero   | Luciano Montero                   |
| 3.ª   | Madrid-Burgos     | 240 | Julián Berrendero   | Julián Berrendero                 |
| 4.ª   | Burgos-Éibar      | 300 | Julián Berrendero   | Julián Berrendero                 |

## Desarrollo de la prueba

### 1.ª etapa: Éibar-Valladolid
- Itinerario: Éibar, Vitoria, Burgos y Valladolid.
La etapa comenzó en Éibar a las seis y media de la mañana con lluvia y frío. Tras producirse diferentes fugas, Mariano Cañardo y Luciano Montero consiguieron llegar a meta con victoria en el sprint para Cañardo. Tras ellos, a un minuto y quince segundos, llegó Fermin Apalategui dando tiempo a un pequeño grupo. Abandonaron la carrera Federico Ezquerra, Ciprien Elys, Daniel Ruiz y Ribas.

### 2.ª etapa:Valladolid-Madrid
- Itinerario: Valladolid, Villacastín y Madrid.

### 3.ª etapa:Madrid-Burgos
- Itinerario: Madrid, Aranda de Duero y Burgos.

### 4.ª etapa:Burgos-Éibar
- Itinerario: Burgos, Miranda de Ebro, Tolosa, San Sebastián y Éibar.

## Premios
| Puesto en la etapa | Premio (Pesetas) |
| 1.er clasificado   | 150              |
| 2.º clasificado    | 100              |
| 3.er clasificado   | 75               |

| Puesto en la clasificación general | Premio (Pesetas) |
| 1.er clasificado                   | 1500             |
| 2.º clasificado                    | 1000             |
| 3.er clasificado                   | 750              |
| 4.º clasificado                    | 600              |
| 5.º clasificado                    | 500              |
| 6.º clasificado                    | 400              |
| 7.º clasificado                    | 300              |
| 8.º clasificado                    | 250              |
| 9.º clasificado                    | 200              |
| 10.º clasificado                   | 150              |
| 11.º y 12.º clasificados           | 100              |
| 12.º - 16.º clasificados           | 50               |

## Clasificaciones
| \| 1. \| Julián Berrendero \| España \| 31h 13' 17" \| \| 2. \| Luciano Montero \| España \| 31h 51' 10" \| \| 3. \| Jesús Dermit \| España \| 31h 52' 53" \| \| 4. \| Fermín Trueba \| España \| 32h 16' 29" \| \| 5. \| Francisco Goenaga \| España \| 32h 27' 06" \| \| 6. \| Delio Rodríguez \| España \| 32h 29' 10" \| \| 7. \| Ramón Cruz \| España \| 32h 37' 52" \| \| 8. \| Capella \| España \| 32h 48' 06" \| \| 9. \| Gregorio Idigoras \| España \| 33h 10' 55" \| \| 10. \| Félix Gojénola \| España \| 33h 38' 33" \| |                   |        |             |
| 1. | Julián Berrendero | España | 31h 13' 17" |
| 2. | Luciano Montero   | España | 31h 51' 10" |
| 3. | Jesús Dermit      | España | 31h 52' 53" |
| 4. | Fermín Trueba     | España | 32h 16' 29" |
| 5. | Francisco Goenaga | España | 32h 27' 06" |
| 6. | Delio Rodríguez   | España | 32h 29' 10" |
| 7. | Ramón Cruz        | España | 32h 37' 52" |
| 8. | Capella           | España | 32h 48' 06" |
| 9. | Gregorio Idigoras | España | 33h 10' 55" |
| 10. | Félix Gojénola    | España | 33h 38' 33" |